# فلاديمير ريتونسكي
فلاديمير ريتونسكي (من مواليد 1950) قاتل متسلسل سوفييتي روسي، قتل 8 نساء بين عامي 1990 و1996. كما كان يشتبه في ارتكابه أربع جرائم قتل إضافية، والتي لا يمكن إثباتها.

## السيرة الشخصية
ولد في عام 1950 في مدينة بوفورينو فورونيج أوبلاست في جمهورية روسيا الاتحادية الاشتراكية السوفياتية. قبل أن يتزوج وينجب ولدًا حوكم بتهمة الاغتصاب والتسبب في الوفاة بسبب الإهمال. قبل إلقاء القبض عليه عمل سائقاً لشركة فاز في مسقط رأسه.
التقط فلاديمير كل ضحاياه على جانب الطريق، وبالتالي استدرجهم في فخه من جانب الراكب، من خلال شاحنة تفتقر إلى مقبض الباب الداخلي. ثم يهدد ريتونسكي هؤلاء النساء ويغتصبهن، ويقتلهن في النهاية. كما ورد ان القاتل قام بتشويه جثث العديد من الضحايا وقطعهم أشلاء وأخذهم بعيدا. استمرت جرائم القتل حتى عام 1996 عندما تم القبض على ريتونسكي بسبب مجموعة من القرائن. بعد أن اغتصب وقتل ضحية أخرى أخذ جروها من فصيلة الروت وايلر إلى المنزل، وعندما شوهد الكلب بالقرب من منزله تم اعتقال ريتونسكي. خلال البحث تم العثور في المنزل على مجموعة من الأفلام الإباحية وعدة دفاتر قصائد عن الحب تجاه «عمله». في المجموع أثبت التحقيق ثماني جرائم قتل، على الرغم من أن ريتونسكي نفسه اعترف بارتكاب اثنتين فقط.
كان لا بد من حراسة مشددة لتجنب أي محاولة قتله من قبل المواطنين، وعقدت المحاكمة في محكمة مغلقة. حكمت محكمة فورونيج الإقليمية بعد ذلك على ريتونسكي بالإعدام، ولكن بعد استئناف الحكم تم تخفيف الحكم إلى السجن لمدة 15 عامًا، حيث لم تكن هناك أحكام بالسجن مدى الحياة في ذلك الوقت. قضى عقوبته في سجن فلاديمير المركزي.
في عام 2012 بعد أن قضى عقوبة السجن لمدة 15 عامًا، عاد إلى مسقط رأسه واستقر مع أخته. كان على حساب الشرطة قد مُنع من مغادرة المنزل من الساعة 10 مساءً حتى 6 صباحًا أو زيارة المؤسسات الترفيهية. بموجب تأكيدات إدارة لجنة التحقيق في فورونيج أوبلاست تم أخذ أقارب ضحايا ريتونسكي تحت حماية الدولة.
في وقت لاحق من ربيع عام 2012 تم اعتقال فلاديمير ريتونسكي مرة أخرى من قبل وكالات إنفاذ القانون بتهمة سرقة 1500 روبل. وحكمت عليه محكمة مقاطعة بوفورينو بالسجن 5 سنوات.
تم إطلاق سراحه من مستعمرة سيميلوكي العقابية الصارمة في 22 يوليو 2015.